# Aeroportul Whitsunday
Aeroportul Whitsunday (IATA: WSY, ICAO: YSHR) este un aeroport din Queensland, Australia.
Situat la o altitudine de 23 m, aeroportul dispune de o singură pistă.